# 小前田宿
小前田宿（おまえだじゅく）は、武蔵国榛沢郡小前田村、川越児玉往還と秩父往還にあった宿場。現在の埼玉県深谷市の小前田駅周辺にある旧・花園町市街地が該当する。
『新編武蔵風土記稿』の「小前田村」には「村南鎌倉古街道の蹟あり今は村民往来の小径となれり」とある。芳賀善次郎は赤浜の渡しで荒川を渡り、荒川北岸を西に進んだ後、旧小前田村の西を北進する道を鎌倉街道上道としている。

## 最寄り駅
- 秩父鉄道秩父本線 小前田駅

## 史跡・みどころ
- お茶々の井戸 - 付近を鎌倉街道が通っていたと伝わる[3][4]。深谷市の指定史跡[3]。

## 隣の宿
川越児玉往還
赤浜宿 - 小前田宿 - 広木宿
秩父往還
武川宿 - 小前田宿 - 寄居宿
川越児玉往還の小前田宿 - 広木宿間で人馬の継立を行なっていた原宿村については、広木宿#隣の宿を参照。